# Boksen op de Olympische Zomerspelen 1928
Boksen is een van de sporten die beoefend werden tijdens de Olympische Zomerspelen 1928 in Amsterdam.

## Heren
Uitslagen per gewichtsklasse: 

### vlieggewicht (tot 50.80 kg)
| rang   | sporter          | land |
| ------ | ---------------- | ---- |
| Goud   | Antal Kocsis     | HUN  |
| Zilver | Armand Apell     | FRA  |
| Brons  | Carlo Covagnioli | ITA  |
| 4      | Baddie Lebanon   | RSA  |
| 5      | Hubert Ausböck   | GER  |
| 5      | Ben Bril         | NED  |
| 5      | Alfredo Gaona    | MEX  |
| 5      | Cuthbert Taylor  | GBR  |

### bantamgewicht (tot 53.52 kg)
| rang   | sporter            | land |
| ------ | ------------------ | ---- |
| Goud   | Vittorio Tamagnini | ITA  |
| Zilver | John Daley         | USA  |
| Brons  | Harry Isaacs       | RSA  |
| 4      | Frank Traynor      | IRL  |
| 5      | John Garland       | GBR  |
| 5      | Vincent Glionna    | CAN  |
| 5      | Carmelo Robledo    | ARG  |
| 5      | János Széles       | HUN  |

### vedergewicht (tot 57.15 kg)
| rang   | sporter          | land |
| ------ | ---------------- | ---- |
| Goud   | Bep van Klaveren | NED  |
| Zilver | Victor Peralta   | ARG  |
| Brons  | Harold Devine    | USA  |
| 4      | Lucien Biquet    | BEL  |
| 5      | Georges Boireau  | FRA  |
| 5      | Jan Górny        | POL  |
| 5      | Kaarlo Väkevä    | FIN  |
| 5      | Frederick Perry  | GBR  |

### lichtgewicht (tot 61.24 kg)
| rang   | sporter              | land |
| ------ | -------------------- | ---- |
| Goud   | Carlo Orlandi        | ITA  |
| Zilver | Steve Halaiko        | USA  |
| Brons  | Gunnar Berggren      | SWE  |
| 4      | Hans Jacob Nielsen   | DEN  |
| 5      | Dave Baan            | NED  |
| 5      | Cecil Bissett        | RHS  |
| 5      | Pascual Bonfiglio    | ARG  |
| 5      | Jorge Díaz Hernández | CHI  |

### weltergewicht (tot 66.68 kg)
| rang   | sporter         | land |
| ------ | --------------- | ---- |
| Goud   | Ted Morgan      | NZL  |
| Zilver | Raul Landini    | ARG  |
| Brons  | Raymond Smillie | CAN  |
| 4      | Robert Galataud | FRA  |
| 5      | Cor Blommers    | NED  |
| 5      | Romano Caneva   | ITA  |
| 5      | Johan Hellström | FIN  |
| 5      | Kintaro Usuda   | JPN  |

### middengewicht (tot 72.57 kg)
| rang   | sporter          | land |
| ------ | ---------------- | ---- |
| Goud   | Piero Toscani    | ITA  |
| Zilver | Jan Heřmánek     | TCH  |
| Brons  | Léonard Steyaert | BEL  |
| 4      | Frederick Mallin | GBR  |
| 5      | John Chase       | IRL  |
| 5      | Humberto Curi    | ARG  |
| 5      | Harry Henderson  | USA  |
| 5      | Oscar Kjällander | SWE  |

### halfzwaargewicht (tot 79.38 kg)
| rang   | sporter              | land |
| ------ | -------------------- | ---- |
| Goud   | Victorio Avendaño    | ARG  |
| Zilver | Ernst Pistulla       | GER  |
| Brons  | Karel Miljon         | NED  |
| 4      | Donald McCorkindale  | RSA  |
| 5      | Donald Carrick       | CAN  |
| 5      | Alfred Jackson       | GBR  |
| 5      | Juozas Vinča         | LTU  |
| 5      | William James Murphy | IRL  |

### zwaargewicht (boven 79.38 kg)
| rang   | sporter              | land |
| ------ | -------------------- | ---- |
| Goud   | Arturo Rodríguez     | ARG  |
| Zilver | Nils Ramm            | SWE  |
| Brons  | Michael Michaelsen   | DEN  |
| 4      | Sverre Sørsdal       | NOR  |
| 5      | Sam Olij             | NED  |
| 5      | Hans Schönrath       | GER  |
| 5      | Alexander Kaletchetz | USA  |
| 5      | Geo Gardebois        | FRA  |

## Medaillespiegel
| rang   | land              | goud | zilver | brons | totaal |
| ------ | ----------------- | ---- | ------ | ----- | ------ |
| 1      | Italië            | 3    | 0      | 1     | 4      |
| 2      | Argentinië        | 2    | 2      | 0     | 4      |
| 3      | Nederland         | 1    | 0      | 1     | 2      |
| 4      | Hongarije         | 1    | 0      | 0     | 1      |
| 4      | Nieuw-Zeeland     | 1    | 0      | 0     | 1      |
| 6      | Verenigde Staten  | 0    | 2      | 1     | 3      |
| 7      | Zweden            | 0    | 1      | 1     | 2      |
| 8      | Duitsland         | 0    | 1      | 0     | 1      |
| 8      | Frankrijk         | 0    | 1      | 0     | 1      |
| 8      | Tsjecho-Slowakije | 0    | 1      | 0     | 1      |
| 11     | België            | 0    | 0      | 1     | 1      |
| 11     | Canada            | 0    | 0      | 1     | 1      |
| 11     | Denemarken        | 0    | 0      | 1     | 1      |
| 11     | Zuid-Afrika       | 0    | 0      | 1     | 1      |
| totaal | totaal            | 8    | 8      | 8     | 24     |

## Incidenten
Tijdens het bokstoernooi ontstond een conflict tussen de internationale en de Nederlandse boksbond. Drie Nederlandse juryleden (waaronder nota bene Jan Ploeger, die ook als hoofdtrainer van de Nederlandse ploeg fungeerde) werden door de internationale bond als professionals aangemerkt en voor verdere deelname als jurylid uitgesloten. 
Ook werd bij verscheidene wedstrijden heftig geprotesteerd tegen de uitslag, waar de politie aan te pas moest komen om rellen te voorkomen, zelfs na de overwinning van de Nederlander Bep van Klaveren.
St. Louis 1904 · Londen 1908 · Antwerpen 1920 · Parijs 1924 · Amsterdam 1928 · Los Angeles 1932 · Berlijn 1936 · Londen 1948 · Helsinki 1952 · Melbourne 1956 · Rome 1960 · Tokio 1964 · Mexico-stad 1968 · München 1972 · Montréal 1976 · Moskou 1980 · Los Angeles 1984 · Seoel 1988 · Barcelona 1992 · Atlanta 1996 · Sydney 2000 · Athene 2004 · Peking 2008 · Londen 2012 · Rio de Janeiro 2016 · Tokio 2020  · Parijs 2024 
Medaillewinnaars
Atletiek · Boksen · Gewichtheffen · Hockey · Kaatsen (demonstratie) · Korfbal (demonstratie) · Kunstwedstrijden · Lacrosse (demonstratie) · Moderne vijfkamp · Paardensport · Roeien · Schermen · Schoonspringen · Turnen · Voetbal · Waterpolo · Wielersport · Worstelen · Zeilen · Zwemmen